# Thera procteri
Thera procteri är en fjärilsart som beskrevs av Lincoln Pierson Brower 1940. Thera procteri ingår i släktet Thera och familjen mätare. Inga underarter finns listade i Catalogue of Life.